# Eurydike (Tochter des Klymenos)
Eurydike (altgriechisch Εὐρυδίκη Eurydíkē) war in der griechischen Mythologie die Tochter eines Klymenos, über den Homer keine näheren Angaben macht, und Gattin des Nestor, des Königs von Pylos.
Laut der Überlieferung des Hyginus Mythographus war Eurydike die Mutter des Thrasymedes, der seinen Vater Nestor in den Trojanischen Krieg begleitete. Nach anderen Sagenvarianten hieß die Gattin des Nestor Anaxibia, Tochter des Krateios.